# Ordre national de Madagascar

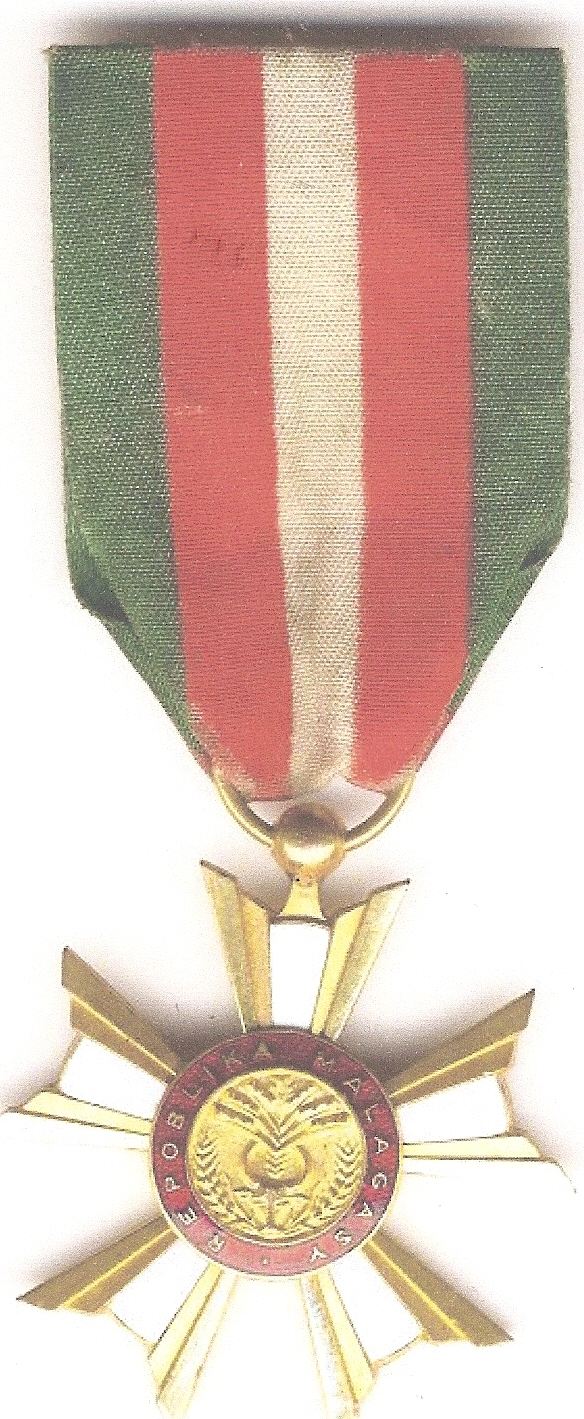
Ordre national de Madagascar

Ordre national de Madagascar (Nationalorden von Madagaskar) ist die höchste staatliche Auszeichnung Madagaskars.

## Geschichte
Der Nationalorden wurde am 14. Oktober 1958 nach der Proklamation der Repoblika Malagasy (République malgache) als Protektorat von Frankreich eingeführt. Der Orden wurde nach dem Vorbild der Ehrenlegion gestaltet und hatte fünf Klassen. Der Großmeister des Ordens ist das Staatsoberhaupt. Die Auszeichnung wird für herausragende Verdienste um den Staat sowohl an Staatsbürger als auch an Ausländer vergeben. Am 26. Juni 1960 wurde die Madegassische Republik ein unabhängiger Staat und der Orden wurde als höchste staatliche Auszeichnung beibehalten. 1975, mit dem Wechsel der politischen Führung des Landes, wurde der Name des Staates in Demokratische Republik Madagaskar geändert. Die Gestaltung der Ordensschilder wurde entsprechend den neuen Staatssymbolen und Namen geändert. 1993 erhielt der Staat erneut einen neuen Namen „Republik Madagaskar“. Mit der Einführung des neuen Wappens wurden wieder Änderungen an den Ordenssymbolen vorgenommen. Am 27. Juli 1996 wurde die Verordnung auf der Grundlage des Dekrets Nr. 96-450 geändert: Die „Klasse des Großen Kreuzes“ wurde in das „Großkreuz 1. Klasse“ und das „Großkreuz 2. Klasse“ unterteilt. Am 11. Dezember 1998 wurde durch Dekret Nr. 98-1047 die Klasse Große Schleife hinzugefügt.

## Klassen
Der Orden ist in fünf Klassen unterteilt, der höchste Grad des Ordens ist wiederum in drei Unterklassen unterteilt.
- Ritter der Großen Schleife (Grand Cordon)
- Ritter des Großkreuzes 1. Klasse (Grand-croix)
- Ritter des Großkreuzes 2. Klasse
- Großoffizier (Grand Officier)
- Kommandant (Commandeur)
- Offizier (Officier)
- Ritter (Chevalier)

### Ordensspangen

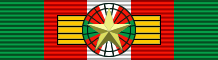
Grand Cordon
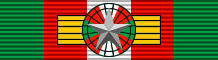
Grand Croix I.
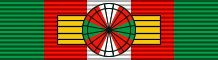
Grand Croix II.
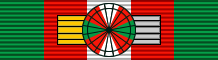
Grand Officer
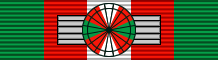
Commander
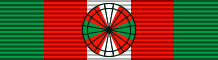
Officer
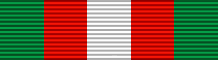
Chevalier

## Varianten
Entsprechend der Änderungen am Staatswappen gibt es drei Arten von Ordenssymbolen. Alle Inschriften sind in Madagassisch.

### Typ 1 (1958–1975)

Siegel der Republik

Das Abzeichen der Ordnung ist ein goldenes fünfzackiges Kreuz, dessen gegabelte Querträger aus fünf Strahlen bestehen, die von einem „Schwalbenschwanz“ gebildet werden, und der zentrale rechteckige Strahl ist mit weißer Emaille bedeckt. In der Mitte des Kreuzes befindet sich ein goldenes rundes Medaillon mit einem Rand aus roter Emaille. Im Medaillon befindet sich ein Reliefbild des Emblems der madagassischen Republik. An der Grenze in goldenen Buchstaben die Inschrift: „REPOBLIKA MALAGASY“.
Rückseite mattiert. Das zentrale Medaillon umgeben von der Inschrift: „FAHAFAHANA TANINDRAZANA FANDROSOANA“, in der Mitte in drei Zeilen Datum: „14. OKTOBRE 1958“.
Das Abzeichen wird mit einem Ring an einer Schärpe befestigt.
Der Stern des Ordens hat eine ähnliche Form wie das Abzeichen, jedoch ohne Emaille auf den Strahlen und mit Streifen zwischen den Strahlen in Form reduzierter Querbalken. Der Rand des Medaillons trägt den Namen des Staates oben und unten das Motto.
Bandfarben in den Farben der Nationalflagge: fünf gleichfarbige Streifen – grün, rot, weiß, rot, grün.

### Typ 2 (1975–1992)

Emblem der Demokratischen Republik Madagaskar

Der wichtigste Unterschied zum vorherigen Typ: der Name an der Grenze: „REPOBLIKA DEMOKRATIKA MALAGASY“, im zentralen Medaillon befindet sich ein Emblem der entsprechenden Zeit.
Die Rückseite des Zentralmedaillons trug die Aufschrift „TANINDRAZANA TOLOM-PIAVOTANA FAHAFANA“ und das Datum „31 DÉCEMBRE 1975“.
Das Abzeichen wird mit Hilfe eines Rings an der Schärpe befestigt.
Der Stern hat eine ähnliche Form wie das Zeichen, jedoch ohne Emaille auf den Strahlen und mit Streifen zwischen den Strahlen in Form reduzierter Querbalken. Die Grenze des Medaillons trägt den Namen des Staates oben und unten das Motto.
Bandfarben in den Farben der Nationalflagge

### Typ 3 (seit 1992)

Emblem der Republik Madagaskar.

Die Form des Abzeichens wird von früheren Typen übernommen. Das zentrale Medaillon ohne Rand trägt das moderne Emblem Madagaskars. Oben auf dem Emblem steht der Name des Staates: „REPOBLIKAN'I MADAGASIKARA“.
Das Motto des Staates ist auf der Rückseite graviert: „TANINDRAZANA FAHAFAHANA FANDROSOANA“.
Das Abzeichen wird mit Hilfe eines Rings an der Schärpe befestigt. Der Stern hat eine ähnliche Form wie das Abzeichen, jedoch ohne Emaille auf den Strahlen und mit Streifen zwischen den Strahlen in Form reduzierter Querbalken. Der Rand des Medaillons trägt den Namen des Staates oben und unten das Motto. Bandfarben in den Farben der Nationalflagge.

## Ordensträger
- Anne, Princess Royal
- Haile Selassie